# Gee Bee
Gee Bee est un jeu vidéo de type casse-briques et flipper développé et édité par Namco, sorti en 1978 sur borne d'arcade. C'est le premier titre produit par cette entreprise japonaise,,.